# Leonhard Deininger
Leonhard Deininger (11 de novembro de 1910 - 17 de setembro de 2002) foi um político alemão, representante da União Social-Cristã da Baviera.
De 1958 a 1970, foi deputado no Landtag da Baviera pelo círculo eleitoral de Regensburg-Land, membro do Senado da Baviera (1972-1977) e comissário do condado no distrito de Regensburg (1948-1978).